# Lylyjärvi (sjö i Leppävirta, Norra Savolax, 62,66 N, 27,92 Ö)
Lylyjärvi är en sjö i kommunen Leppävirta i landskapet Norra Savolax i Finland. Sjön ligger 117,9 meter över havet. Den är 1,8 meter djup. Arean är 62 hektar och strandlinjen är 8,33 kilometer lång. Sjön  ingår i Vuoksens huvudavrinningsområde.   Den ligger omkring 27 kilometer söder om Kuopio och omkring 320 kilometer nordöst om Helsingfors. 